# Daewoo USAS-12
La Daewoo USAS-12 es una escopeta automática diseñada como escopeta de combate, hecha y desarrollada en Corea del Sur por Industrias de Precisión Daewoo durante la década de 1980.

## Descripción
La USAS-12 es una escopeta automática accionada por gas, diseñada para combates intensos a corta distancia. Puede emplear un cargador extraíble recto con capacidad de 10 cartuchos o un tambor con capacidad de 20 cartuchos. Ambos tipos de cargadores están hechos de polímero y la parte posterior del tambor es de polímero translúcido para poder estimar con rapidez la cantidad de cartuchos disponibles. Tiene un alcance efectivo de 40 metros.

## Historia
La historia de la escopeta USAS-12 se remonta a los viejos diseños de Maxwell Atchisson de la década de 1980. Hacia 1989, la empresa estadounidense Gilbert Equipment Co. decidió crear una escopeta automática basada en los mecanismos empleados por la escopeta Atchisson. El diseño de la nueva escopeta fue producido por John Trevor Jr. Como la Gilbert Equipment Co. no tenía capacidad para producirla, empezó a buscar posibles productores. El único fabricante que estuvo de acuerdo en producirla fue la empresa surcoreana Industrias de Precisión Daewoo, división de la corporación Daewoo. Los ingenieros de Daewoo adaptaron la nueva arma a sus técnicas de producción, siendo producida en serie a inicios de la década de 1990. Esta escopeta fue vendida con éxito a las fuerzas armadas y policiales de varios países asiáticos (no especificados), produciéndose más de 30.000 escopetas USAS-12 hacia mediados de la década de 1990.
Durante este mismo periodo, Gilbert Equipment Co. trató de introducir la versión semiautomática de la USAS-12 al mercado estadounidense, pero la BATF rápidamente clasificó esta arma como "no apta para cacería" y pasó a ser un "aparato destructivo" según el Acta Nacional sobre Armas de Fuego de 1934, por lo que su empleo civil quedó sumamente restringido. A finales de la década de 1990, la empresa RAMO Defence Co. empezó a ensamblar escopetas USAS-12 a partir de piezas coreanas y estadounidenses para su venta en los Estados Unidos, aunque las ventas de esta arma fueron limitadas a las agencias gubernamentales. 
Actualmente, esta escopeta todavía es fabricada por Daewoo en Corea del Sur, pero solamente para ventas a fuerzas armadas y policiales. 
Recientemente, la empresa estadounidense Ameetec Arms LLC de Scottsdale, Arizona, ha empezado la fabricación de una copia semiautomática de la USAS-12, llamada WM-12; se diferencia de la USAS por no tener mecanismos de puntería y un asa de transporte, que han sido reemplazados por un riel Picatinny. Su fabricante menciona que la WM-12 no es un "aparato destructivo" y está disponible para el mercado civil. Sin embargo, para enero del 2008 la WM-12 ya no figuraba en los catálogos en línea de Ameetec Arms debido al hecho que fue descontinuada tras producirse unos cuantos ejemplares. Solamente unas cuantas escopetas WM-12 fueron construidas a partir de escopetas USAS-12 modificadas.

## Usuarios
- Brasil: Empleada por el GRUMEC y los batallones de Fuerzas Especiales del Ejército.[5]
- Colombia[6] usado por los Comando de Operaciones Especiales.
- Corea del Sur[7]
- Filipinas[8][9]
- Perú: usado por la Marina de Guerra del Perú.[10]

### Entidades no estatales
- Ejército de Liberación Nacional Karen[11]